# Lenka Popkin
Lenka Popkin rozená Honzáková (* 16. dubna 1978) je česká gymnastka, reprezentantka ve skocích na trampolíně a první Češka, která do své sestavy zařadila trojné salto.
V letech 1995 a 1996 získala dva juniorské tituly ve skocích jednotlivců, další dva juniorské tituly získala v roce 1994 a 1995 ve skocích synchronních dvojic. Je držitelkou osmi titulů absolutní mistryně České republiky ve skocích jednotlivců a dalších 5 seniorských titulů ve skocích synchronních dvojic.
Na mezinárodní scéně získala titul juniorské mistryně Evropy 1994 ve skocích synchronních dvojic. Dosáhla i dalších úspěchů, z nichž většinu dosáhla v soutěžích synchronních dvojic. Na mistrovství světa 2007 v kanadském Québec City obsadila 16. místo v olympijské kvalifikaci a stala se tak kandidátkou na Letní olympijské hry 2008 v Pekingu, tím si potenciálně vybojovala poslední postupové místo na olympijské hry, které však mohlo být obsazeno jinou závodnicí na tzv. divokou kartu. Dne 14. března 2008 rozhodla komise složená ze zástupců MOV, Asociace národních olympijských výborů a Mezinárodní gymnastické federace o neudělení divoké karty a potvrdila tak 16. postupové místo pro Lenku Honzákovou. V konkurenci na olympiádě v Pekingu skončila na 15. místě.
Po svatbě s bývalým americkým trampolinistou Davidem Popkinem, která proběhla v Litoměřicích 29. prosince 2007 se odstěhovala do Spojených států amerických, kde v současnosti žije v Jersey City.